# Coast Air
Coast Air was een regionale luchtvaartmaatschappij met als thuishaven Avaldsnes, Noorwegen. Zij leverde binnenlandse diensten in Noorwegen en vloog charters naar het Verenigd Koninkrijk. Coast Air was gestationeerd op Haugesund Airport (HAU). Coast werd gesticht in 1975 en is geheel bezit van Kystfly. Op 23 januari 2008 werd faillissement aangevraagd en werd gestopt met vliegen.

## Luchtvloot
De luchtvloot van Coast Air bestond uit de volgende vliegtuigen (september 2007):
- 3 ATR 42-300's
- 4 BAe Jetstream 31's
- 2 BAe Jetstream 32's